# Loddington (Northamptonshire)
Pour les articles homonymes, voir Loddington.
Loddington est une paroisse civile et un village du Northamptonshire, en Angleterre.